# Людське сім'я
«Людське сім'я» (англ. Seedpeople) — американський фільм жахів 1992 року.

## Сюжет
Том Бейнс приїжджає в маленьке американське містечко, щоб допомогти своєму другові в пошуках метеорита, що впав неподалік. У місті Том зустрічає Хейді, в яку був замолоду закоханий. Тепер вона живе зі своїм братом Френком і його дочкою Кім. Дівчинка постійно каже, що їх покоївка місіс Сантьяго — інопланетянка, але їй ніхто не вірить. Тим часом Том і його друг починають пошуки метеорита. Вони виявляють що величезні квіти, які виросли в місцевих краях, після падіння метеориту, перетворюють людей на чудовиськ.

## У ролях
- Сем Хеннінгс — Том Бейнс
- Андреа Рот — Хейді Такер
- Дейн Візерспун — Бред Йетс
- Бернард Кейтс — Док Роллер
- Холлі Філдс — Кім Такер
- Джон Муні — Френк Такер
- Енн Бетанкорт — місіс Сантьяго
- Девід Дунард — Ед Баста
- Чарльз Був'є — Турман Радд
- Сонні Карл Девіс — Берт Мозлі
- Дж. Марвін Кемпбелл — заступник Фрейзер
- Метт Демерітт — стрілець
- Деббі Лі Керрінгтон — масажистка
- Майкл Грегорі — агент Вімс, в титрах не вказаний